# 日本國鐵D60型蒸汽機車
D60型蒸汽机车是日本國有鐵道在20世纪50年代推出的一款煤水车式蒸汽機車。这款机车是在78辆D50型蒸汽机车的基础上通过增加一对从轮，以实现减轻轴重且运用于地方线路的目的。

## 历史
20世纪50年代，日本国铁丙级线路尚使用9600型蒸汽机车以及C58型蒸汽机车牵引列车，但由于9600型机车老化，加上C58型机车牵引力不足，因此需要对蒸汽机车进行更新换代；而与此同时，乙级线路电气化改造使得原本使用于乙级线路的货运蒸汽机车出现剩余。因此日本国铁在1951年到1956年间将78辆D50型蒸汽机车进行轴重轻量化改造，推出D60型蒸汽机车。
这些改造完成后的D60型机车在初期配属于池田、横手、黑泽尻、郡山、纪伊天边、滨田、津和野、直方、大分等机务段，运用于根室本線、北上線、磐越東線、紀勢本線、山陰本線、山口線、筑豐本線、伊田线、久大本线等线路。后来在1966年开始逐步报废此型机车，而配属于若松机务段并运用于筑豐本線牵引运煤列车的此型机车为最后使用的机车。最后一台退役报废的机车为D60 61，于1974年8月。

## 保存
- D60 1：于山口县山口市山口县立山口博物馆（日语：山口県立山口博物館）静态展示
- D60 27：于福冈县八女市立花町综合广场静态展示
- D60 64：于福冈县饭冢市胜盛公园静态展示
- D60 61：于福冈县远贺郡蘆屋町高滨町儿童公园静态展示[2]